# Nola rotundalis
Nola rotundalis är en fjärilsart som beskrevs av De Toulgoët 1982. Nola rotundalis ingår i släktet Nola och familjen trågspinnare. Inga underarter finns listade i Catalogue of Life.